# Laòtoe
Laòtoe (en grec antic: Λαοθόη) va ser, segons la mitologia grega, una filla d'Altes, rei dels lèleges i una de les esposes de Príam, com també ho van ser Hècuba i Arisbe, la filla de Mèrops. Amb Príam va tenir dos fills, Licàon i Polidor.
Els seus dos fills van morir a mans d'Aquil·les a la guerra de Troia el mateix dia. Van poder honorar el cadàver de Polidor amb funerals solemnes, però no va ser possible celebrar cap cerimònia fúnebre per a Licàon. Primer Aquil·les l'havia fet presoner una nit que estava tallant branques al jardí de Príam, i el va vendre com a esclau, a Eeció, a l'illa de Lemnos. Però Eeció el va alliberar al cap de pocs dies, i Licàon va tornar a Troia per enfrontar-se de nou amb Aquil·les a les ribes de l'Escamandre. Aquil·les el va matar sense fer cas de les seves súpliques perquè acceptés un rescat. El seu cadàver es va perdre entre les aigües del déu-riu.